# Semiothisa ostia
Semiothisa ostia är en fjärilsart som beskrevs av Druce 1893. Semiothisa ostia ingår i släktet Semiothisa och familjen mätare. Inga underarter finns listade i Catalogue of Life.